# Związek gmin St. Peter
Związek gmin St. Peter, związek gmin Sankt Peter – związek gmin (niem. Gemeindeverwaltungsverband) w Niemczech, w kraju związkowym Badenia-Wirtembergia, w rejencji Fryburg, w regionie Südlicher Oberrhein, w powiecie Breisgau-Hochschwarzwald. Siedziba związku znajduje się w miejscowości St. Peter, przewodniczącym jego jest Rottfried Rohrer.
Związek zrzesza trzy gminy wiejskie:
- Glottertal, 3 025 mieszkańców, 30,76 km²
- St. Märgen, 1 885 mieszkańców, 33,37 km²
- St. Peter, 2 547 mieszkańców, 35,93 km²